# Dawid Sigaczow
Dawid Sigaczow (ros. Давид Сигачёв; ur. 6 stycznia 1989 roku w Moskwie) – rosyjski kierowca wyścigowy.

## Kariera
Sigaczow rozpoczął karierę w wyścigach samochodowych w 2007 roku od startów w Europejskim Pucharze Formuły Renault 2.0 oraz w Północnoeuropejskim Pucharze Formuły Renault 2.0. W edycji północnoeuropejskiej z dorobkiem 67 punktów uplasował się na 21 pozycji w klasyfikacji generalnej. W późniejszych latach Rosjanin startował także w Porsche Supercup, Niemieckiego Pucharu Porsche Carrera, ADAC GT Masters oraz World Touring Car Championship.

## Statystyki
| Sezon | Seria                                         | Zespół                       | Wyścigi | Zwycięstwa | PP | NO | Podium | Punkty | Pozycja |
| ----- | --------------------------------------------- | ---------------------------- | ------- | ---------- | -- | -- | ------ | ------ | ------- |
| 2007  | Północnoeuropejski Puchar Formuły Renault 2.0 | SL Formula Racing            | 16      | 0          | 0  | 0  | 0      | 67     | 21      |
| 2007  | Europejski Puchar Formuły Renault 2.0         | SL Formula Racing            | 2       | 0          | 0  | 0  | 0      | N/A    | NS†     |
| 2009  | Niemiecki Puchar Porsche Carrera              | tolimit Seyffarth Motorsport | 9       | 0          | 0  | 0  | 0      | 38     | 13      |
| 2009  | Porsche Supercup                              | tolimit Seyffarth Motorsport | 2       | 0          | 0  | 0  | 0      | N/A    | NS†     |
| 2010  | Niemiecki Puchar Porsche Carrera              | Seyffarth Motorsport         | 9       | 0          | 0  | 0  | 0      | 42     | 14      |
| 2010  | ADAC GT Masters                               | Seyffarth Motorsport         | 6       | 0          | 0  | 0  | 0      | N/A    | NS†     |
| 2011  | World Touring Car Championship                | KK Motorsport                | 2       | 0          | 0  | 0  | 0      | 0      | NS      |
| 2011  | ADAC GT Masters                               | MS Racing                    | 8       | 0          | 0  | 0  | 0      | 56     | 19      |

† – Sigaczow nie był zaliczany do klasyfikacji.